# Washington (Virgínia de l'Oest)
Washington és una concentració de població designada pel cens dels Estats Units a l'estat de Virgínia de l'Oest. Segons el cens del 2000 tenia 1.170 habitants.

## Demografia
Segons el cens del 2000, Washington tenia 1.170 habitants, 466 habitatges, i 376 famílies. La densitat de població era de 106,3 habitants per km².
Dels 466 habitatges en un 32,8% hi vivien nens de menys de 18 anys, en un 73% hi vivien parelles casades, en un 4,9% dones solteres, i en un 19,1% no eren unitats familiars. En el 16,7% dels habitatges hi vivien persones soles el 4,9% de les quals corresponia a persones de 65 anys o més que vivien soles. El nombre mitjà de persones vivint en cada habitatge era de 2,51 i el nombre mitjà de persones que vivien en cada família era de 2,81.
Per edats la població es repartia de la següent manera: un 23,6% tenia menys de 18 anys, un 4,7% entre 18 i 24, un 26,8% entre 25 i 44, un 33,8% de 45 a 60 i un 11,2% 65 anys o més.
L'edat mediana era de 42 anys. Per cada 100 dones de 18 o més anys hi havia 100 homes.
Entorn del 2,1% de les famílies i el 2,3% de la població estaven per davall del llindar de pobresa.

## Poblacions més properes
El següent diagrama mostra les poblacions més properes.